# (73862) Mochigasechugaku
(73862) Mochigasechugaku – planetoida z pasa głównego asteroid okrążająca Słońce w ciągu 3,7 lat w średniej odległości 2,39 j.a. Odkryta 15 grudnia 1996 roku. Przed nadaniem nazwy planetoida nosiła oznaczenie tymczasowe (73862) 1996 XN32.